# Temporada 2020 del fútbol venezolano
La Temporada 2020 del fútbol venezolano abarca todas las actividades relativas a campeonatos de fútbol profesional, nacionales e internacionales, disputados por clubes venezolanos, y por las selecciones nacionales de este país, en sus diversas categorías, durante el 2020.
| Categoría              | Campeonato                           | Campeón                        |
| ---------------------- | ------------------------------------ | ------------------------------ |
| Primera                | Campeón de 1.ª                       | Deportivo La Guaira            |
| Segunda                | Campeón de 2.ª                       | Hermanos Colmenarez            |
| Tercera                | Campeón de 3.ª                       | Suspendido torneo por COVID-19 |
| Torneo Reservas        | Torneo de Reservas de Venezuela 2020 | Suspendido torneo por COVID-19 |
| Liga Nacional Femenino | Liga Nacional Femenino 2020          | Suspendido torneo por COVID-19 |
| Superliga Femenino     | Superliga Femenino 2020              | Suspendido torneo por COVID-19 |